# Élections générales espagnoles de 1867
Les élections générales espagnoles de 1867 sont les élections à Cortès constituantes célébrées en Espagne le 10 mars 1867, à la fin du règne d'Isabelle II. Elles sont marquées par un grave climat de crise, le régime subissant de multiples assauts révolutionnaires, qui finissent par le mettre à bas lors de la révolution « glorieuse » qui triomphe en septembre de l'année suivante,.

## Résultats
Les élections se caractérisent par les manipulations grossières pilotées par le ministre de l'Intérieur Luis González Bravo.
L'opposition au gouvernement était formée à gauche par certains membres de l'Union libérale et même certains modérés, et à droite par les néo-catholiques et de carlistes, majoritairement issus du Pays basque et de Navarre et dirigés par Cándido Nocedal.